# Okręgowe rozgrywki w piłce nożnej woj. białostockiego (1967/1968)
34. Edycja okręgowych rozgrywek w piłce nożnej województwa białostockiego

Okręgowe rozgrywki w piłce nożnej województwa białostockiego prowadzone są przez Białostocki Okręgowy Związek Piłki Nożnej, rozgrywane są w trzech ligach, najwyższym poziomem jest klasa okręgowa, klasa A, klasa B (3 grupy).
Mistrzostwo Okręgu zdobyła Skra Czarna Białostocka.

Okręgowy Puchar Polski zdobył Mazur Ełk.
Drużyny z województwa białostockiego występujące w centralnych i makroregionalnych poziomach rozgrywkowych:
- I Liga - brak
- II Liga - brak
- III Liga - Włókniarz Białystok, Mazur Ełk.

| Rozgrywki      | Poziomy rozgrywkowe w sezonie 1967/68 | Poziomy rozgrywkowe w sezonie 1967/68 | Poziomy rozgrywkowe w sezonie 1967/68 | Poziomy rozgrywkowe w sezonie 1967/68 | Poziomy rozgrywkowe w sezonie 1967/68 | Poziomy rozgrywkowe w sezonie 1967/68 | Poziomy rozgrywkowe w sezonie 1967/68 | Poziomy rozgrywkowe w sezonie 1967/68 | Poziomy rozgrywkowe w sezonie 1967/68 | Poziomy rozgrywkowe w sezonie 1967/68 | Poziomy rozgrywkowe w sezonie 1967/68 | Poziomy rozgrywkowe w sezonie 1967/68 | Poziomy rozgrywkowe w sezonie 1967/68 | Poziomy rozgrywkowe w sezonie 1967/68 | Poziomy rozgrywkowe w sezonie 1967/68 | Poziomy rozgrywkowe w sezonie 1967/68 | Poziomy rozgrywkowe w sezonie 1967/68 | Poziomy rozgrywkowe w sezonie 1967/68 | Poziomy rozgrywkowe w sezonie 1967/68 | Poziomy rozgrywkowe w sezonie 1967/68 | Poziomy rozgrywkowe w sezonie 1967/68 | Poziomy rozgrywkowe w sezonie 1967/68 | Poziomy rozgrywkowe w sezonie 1967/68 | Poziomy rozgrywkowe w sezonie 1967/68 | Poziomy rozgrywkowe w sezonie 1967/68 | Poziomy rozgrywkowe w sezonie 1967/68 | Poziomy rozgrywkowe w sezonie 1967/68 | Poziomy rozgrywkowe w sezonie 1967/68 | Poziomy rozgrywkowe w sezonie 1967/68 | Poziomy rozgrywkowe w sezonie 1967/68 | Poziomy rozgrywkowe w sezonie 1967/68 | Poziomy rozgrywkowe w sezonie 1967/68 | Poziomy rozgrywkowe w sezonie 1967/68 | Poziomy rozgrywkowe w sezonie 1967/68 | Poziomy rozgrywkowe w sezonie 1967/68 | Poziomy rozgrywkowe w sezonie 1967/68 | Poziomy rozgrywkowe w sezonie 1967/68 | Poziomy rozgrywkowe w sezonie 1967/68 | Poziomy rozgrywkowe w sezonie 1967/68 | Poziomy rozgrywkowe w sezonie 1967/68 | Poziomy rozgrywkowe w sezonie 1967/68 | Poziomy rozgrywkowe w sezonie 1967/68 | Poziomy rozgrywkowe w sezonie 1967/68 | Poziomy rozgrywkowe w sezonie 1967/68 | Poziomy rozgrywkowe w sezonie 1967/68 | Poziomy rozgrywkowe w sezonie 1967/68 | Poziomy rozgrywkowe w sezonie 1967/68 | Poziomy rozgrywkowe w sezonie 1967/68 | Poziomy rozgrywkowe w sezonie 1967/68 | Poziomy rozgrywkowe w sezonie 1967/68 | Poziomy rozgrywkowe w sezonie 1967/68 | Poziomy rozgrywkowe w sezonie 1967/68 | Poziomy rozgrywkowe w sezonie 1967/68 | Poziomy rozgrywkowe w sezonie 1967/68 | Poziomy rozgrywkowe w sezonie 1967/68 | Poziomy rozgrywkowe w sezonie 1967/68 | Poziomy rozgrywkowe w sezonie 1967/68 | Poziomy rozgrywkowe w sezonie 1967/68 | Poziomy rozgrywkowe w sezonie 1967/68 | Poziomy rozgrywkowe w sezonie 1967/68 | Poziomy rozgrywkowe w sezonie 1967/68 |
| -------------- | ------------------------------------- | ------------------------------------- | ------------------------------------- | ------------------------------------- | ------------------------------------- | ------------------------------------- | ------------------------------------- | ------------------------------------- | ------------------------------------- | ------------------------------------- | ------------------------------------- | ------------------------------------- | ------------------------------------- | ------------------------------------- | ------------------------------------- | ------------------------------------- | ------------------------------------- | ------------------------------------- | ------------------------------------- | ------------------------------------- | ------------------------------------- | ------------------------------------- | ------------------------------------- | ------------------------------------- | ------------------------------------- | ------------------------------------- | ------------------------------------- | ------------------------------------- | ------------------------------------- | ------------------------------------- | ------------------------------------- | ------------------------------------- | ------------------------------------- | ------------------------------------- | ------------------------------------- | ------------------------------------- | ------------------------------------- | ------------------------------------- | ------------------------------------- | ------------------------------------- | ------------------------------------- | ------------------------------------- | ------------------------------------- | ------------------------------------- | ------------------------------------- | ------------------------------------- | ------------------------------------- | ------------------------------------- | ------------------------------------- | ------------------------------------- | ------------------------------------- | ------------------------------------- | ------------------------------------- | ------------------------------------- | ------------------------------------- | ------------------------------------- | ------------------------------------- | ------------------------------------- | ------------------------------------- | ------------------------------------- | ------------------------------------- |
| Centralne      | I poziom ligowy                       | I Liga                                | I Liga                                | I Liga                                | I Liga                                | I Liga                                | I Liga                                | I Liga                                | I Liga                                | I Liga                                | I Liga                                | I Liga                                | I Liga                                | I Liga                                | I Liga                                | I Liga                                | I Liga                                | I Liga                                | I Liga                                | I Liga                                | I Liga                                | I Liga                                | I Liga                                | I Liga                                | I Liga                                | I Liga                                | I Liga                                | I Liga                                | I Liga                                | I Liga                                | I Liga                                | I Liga                                | I Liga                                | I Liga                                | I Liga                                | I Liga                                | I Liga                                | I Liga                                | I Liga                                | I Liga                                | I Liga                                | I Liga                                | I Liga                                | I Liga                                | I Liga                                | I Liga                                | I Liga                                | I Liga                                | I Liga                                | I Liga                                | I Liga                                | I Liga                                | I Liga                                | I Liga                                | I Liga                                | I Liga                                | I Liga                                | I Liga                                | I Liga                                | I Liga                                | I Liga                                |
| Centralne      | II poziom ligowy                      | II Liga                               | II Liga                               | II Liga                               | II Liga                               | II Liga                               | II Liga                               | II Liga                               | II Liga                               | II Liga                               | II Liga                               | II Liga                               | II Liga                               | II Liga                               | II Liga                               | II Liga                               | II Liga                               | II Liga                               | II Liga                               | II Liga                               | II Liga                               | II Liga                               | II Liga                               | II Liga                               | II Liga                               | II Liga                               | II Liga                               | II Liga                               | II Liga                               | II Liga                               | II Liga                               | II Liga                               | II Liga                               | II Liga                               | II Liga                               | II Liga                               | II Liga                               | II Liga                               | II Liga                               | II Liga                               | II Liga                               | II Liga                               | II Liga                               | II Liga                               | II Liga                               | II Liga                               | II Liga                               | II Liga                               | II Liga                               | II Liga                               | II Liga                               | II Liga                               | II Liga                               | II Liga                               | II Liga                               | II Liga                               | II Liga                               | II Liga                               | II Liga                               | II Liga                               | II Liga                               |
| Makroregionlne | III poziom ligowy                     | III Liga - gr.I                       | III Liga - gr.I                       | III Liga - gr.I                       | III Liga - gr.I                       | III Liga - gr.I                       | III Liga - gr.I                       | III Liga - gr.I                       | III Liga - gr.I                       | III Liga - gr.I                       | III Liga - gr.I                       | III Liga - gr.I                       | III Liga - gr.I                       | III Liga - gr.I                       | III Liga - gr.I                       | III Liga - gr.I                       | III Liga - gr.II                      | III Liga - gr.II                      | III Liga - gr.II                      | III Liga - gr.II                      | III Liga - gr.II                      | III Liga - gr.II                      | III Liga - gr.II                      | III Liga - gr.II                      | III Liga - gr.II                      | III Liga - gr.II                      | III Liga - gr.II                      | III Liga - gr.II                      | III Liga - gr.II                      | III Liga - gr.II                      | III Liga - gr.II                      | III Liga - gr.III                     | III Liga - gr.III                     | III Liga - gr.III                     | III Liga - gr.III                     | III Liga - gr.III                     | III Liga - gr.III                     | III Liga - gr.III                     | III Liga - gr.III                     | III Liga - gr.III                     | III Liga - gr.III                     | III Liga - gr.III                     | III Liga - gr.III                     | III Liga - gr.III                     | III Liga - gr.III                     | III Liga - gr.III                     | III Liga - gr.IV                      | III Liga - gr.IV                      | III Liga - gr.IV                      | III Liga - gr.IV                      | III Liga - gr.IV                      | III Liga - gr.IV                      | III Liga - gr.IV                      | III Liga - gr.IV                      | III Liga - gr.IV                      | III Liga - gr.IV                      | III Liga - gr.IV                      | III Liga - gr.IV                      | III Liga - gr.IV                      | III Liga - gr.IV                      | III Liga - gr.IV                      |
| Okręgowe       | IV poziom ligowy                      | Klasa Okręgowa                        | Klasa Okręgowa                        | Klasa Okręgowa                        | Klasa Okręgowa                        | Klasa Okręgowa                        | Klasa Okręgowa                        | Klasa Okręgowa                        | Klasa Okręgowa                        | Klasa Okręgowa                        | Klasa Okręgowa                        | Klasa Okręgowa                        | Klasa Okręgowa                        | Klasa Okręgowa                        | Klasa Okręgowa                        | Klasa Okręgowa                        | Klasa Okręgowa                        | Klasa Okręgowa                        | Klasa Okręgowa                        | Klasa Okręgowa                        | Klasa Okręgowa                        | Klasa Okręgowa                        | Klasa Okręgowa                        | Klasa Okręgowa                        | Klasa Okręgowa                        | Klasa Okręgowa                        | Klasa Okręgowa                        | Klasa Okręgowa                        | Klasa Okręgowa                        | Klasa Okręgowa                        | Klasa Okręgowa                        | Klasa Okręgowa                        | Klasa Okręgowa                        | Klasa Okręgowa                        | Klasa Okręgowa                        | Klasa Okręgowa                        | Klasa Okręgowa                        | Klasa Okręgowa                        | Klasa Okręgowa                        | Klasa Okręgowa                        | Klasa Okręgowa                        | Klasa Okręgowa                        | Klasa Okręgowa                        | Klasa Okręgowa                        | Klasa Okręgowa                        | Klasa Okręgowa                        | Klasa Okręgowa                        | Klasa Okręgowa                        | Klasa Okręgowa                        | Klasa Okręgowa                        | Klasa Okręgowa                        | Klasa Okręgowa                        | Klasa Okręgowa                        | Klasa Okręgowa                        | Klasa Okręgowa                        | Klasa Okręgowa                        | Klasa Okręgowa                        | Klasa Okręgowa                        | Klasa Okręgowa                        | Klasa Okręgowa                        | Klasa Okręgowa                        |
| Okręgowe       | V poziom ligowy                       | Klasa A - gr.I                        | Klasa A - gr.I                        | Klasa A - gr.I                        | Klasa A - gr.I                        | Klasa A - gr.I                        | Klasa A - gr.I                        | Klasa A - gr.I                        | Klasa A - gr.I                        | Klasa A - gr.I                        | Klasa A - gr.I                        | Klasa A - gr.I                        | Klasa A - gr.I                        | Klasa A - gr.I                        | Klasa A - gr.I                        | Klasa A - gr.I                        | Klasa A - gr.I                        | Klasa A - gr.I                        | Klasa A - gr.I                        | Klasa A - gr.I                        | Klasa A - gr.I                        | Klasa A - gr.I                        | Klasa A - gr.I                        | Klasa A - gr.I                        | Klasa A - gr.I                        | Klasa A - gr.I                        | Klasa A - gr.I                        | Klasa A - gr.I                        | Klasa A - gr.I                        | Klasa A - gr.I                        | Klasa A - gr.I                        | Klasa A - gr.I                        | Klasa A - gr.I                        | Klasa A - gr.I                        | Klasa A - gr.I                        | Klasa A - gr.I                        | Klasa A - gr.I                        | Klasa A - gr.I                        | Klasa A - gr.I                        | Klasa A - gr.I                        | Klasa A - gr.I                        | Klasa A - gr.I                        | Klasa A - gr.I                        | Klasa A - gr.I                        | Klasa A - gr.I                        | Klasa A - gr.I                        | Klasa A - gr.I                        | Klasa A - gr.I                        | Klasa A - gr.I                        | Klasa A - gr.I                        | Klasa A - gr.I                        | Klasa A - gr.I                        | Klasa A - gr.I                        | Klasa A - gr.I                        | Klasa A - gr.I                        | Klasa A - gr.I                        | Klasa A - gr.I                        | Klasa A - gr.I                        | Klasa A - gr.I                        | Klasa A - gr.I                        | Klasa A - gr.I                        |
| Okręgowe       | VI poziom ligowy                      | Klasa B - gr.I                        | Klasa B - gr.I                        | Klasa B - gr.I                        | Klasa B - gr.I                        | Klasa B - gr.I                        | Klasa B - gr.I                        | Klasa B - gr.I                        | Klasa B - gr.I                        | Klasa B - gr.I                        | Klasa B - gr.I                        | Klasa B - gr.I                        | Klasa B - gr.I                        | Klasa B - gr.I                        | Klasa B - gr.I                        | Klasa B - gr.I                        | Klasa B - gr.I                        | Klasa B - gr.I                        | Klasa B - gr.I                        | Klasa B - gr.I                        | Klasa B - gr.I                        | Klasa B - gr.II                       | Klasa B - gr.II                       | Klasa B - gr.II                       | Klasa B - gr.II                       | Klasa B - gr.II                       | Klasa B - gr.II                       | Klasa B - gr.II                       | Klasa B - gr.II                       | Klasa B - gr.II                       | Klasa B - gr.II                       | Klasa B - gr.II                       | Klasa B - gr.II                       | Klasa B - gr.II                       | Klasa B - gr.II                       | Klasa B - gr.II                       | Klasa B - gr.II                       | Klasa B - gr.II                       | Klasa B - gr.II                       | Klasa B - gr.II                       | Klasa B - gr.II                       | Klasa B - gr.III                      | Klasa B - gr.III                      | Klasa B - gr.III                      | Klasa B - gr.III                      | Klasa B - gr.III                      | Klasa B - gr.III                      | Klasa B - gr.III                      | Klasa B - gr.III                      | Klasa B - gr.III                      | Klasa B - gr.III                      | Klasa B - gr.III                      | Klasa B - gr.III                      | Klasa B - gr.III                      | Klasa B - gr.III                      | Klasa B - gr.III                      | Klasa B - gr.III                      | Klasa B - gr.III                      | Klasa B - gr.III                      | Klasa B - gr.III                      | Klasa B - gr.III                      |

## Klasa Okręgowa - IV poziom rozgrywkowy
| Poz. | Drużyna                 | M  | Z  | R | P  | Bramki | Punkty |
| ---- | ----------------------- | -- | -- | - | -- | ------ | ------ |
| 1    | Skra Czarna Białostocka | 22 | 18 | 2 | 2  | 74-11  | 38     |
| 2    | Sokół Sokółka           | 22 | 13 | 4 | 5  | 52-31  | 30     |
| 3    | Husar Nurzec            | 22 | 11 | 7 | 4  | 45-21  | 29     |
| 4    | Wigry Suwałki           | 22 | 10 | 3 | 9  | 27-29  | 23     |
| 5    | Pogoń Łapy              | 22 | 10 | 2 | 10 | 30-30  | 22     |
| 6    | Jagiellonia Białystok   | 22 | 8  | 4 | 10 | 38-52  | 20     |
| 7    | ŁKS Start Łomża (s)     | 22 | 7  | 4 | 11 | 33-38  | 18     |
| 8    | Warmia Grajewo (b)      | 22 | 6  | 6 | 10 | 25-31  | 18     |
| 9    | Społem Bielsk Podlaski  | 22 | 8  | 2 | 12 | 29-41  | 18     |
| 10   | Gwardia Białystok       | 22 | 8  | 2 | 12 | 31-45  | 18     |
| 11   | Puszcza Hajnówka        | 22 | 6  | 4 | 12 | 26-51  | 16     |
| 12   | Cresovia Gołdap (b)     | 22 | 6  | 2 | 14 | 24-54  | 14     |

## Klasa A - V poziom rozgrywkowy
| Poz. | Drużyna                  | M  | Z  | R | P  | Bramki | Punkty |
| ---- | ------------------------ | -- | -- | - | -- | ------ | ------ |
| 1    | Ognisko Białystok (s)    | 20 | 15 | 2 | 3  | 68-26  | 32     |
| 2    | Czarni Olecko            | 20 | 15 | 2 | 3  | 65-24  | 32     |
| 3    | ZKS Zambrów (s)          | 20 | 13 | 2 | 5  | 50-31  | 28     |
| 4    | Orzeł Kolno              | 20 | 10 | 2 | 8  | 44-49  | 22     |
| 5    | Wissa Szczuczyn          | 20 | 8  | 4 | 8  | 49-46  | 20     |
| 6    | LZS Uhowo                | 20 | 8  | 2 | 10 | 33-51  | 18     |
| 7    | Cresovia Siemiatycze     | 20 | 8  | 1 | 11 | 57-45  | 17     |
| 8    | AKS Augustów             | 20 | 6  | 2 | 12 | 33-57  | 14     |
| 9    | LZS Ciechanowiec (b)     | 20 | 6  | 1 | 13 | 39-67  | 13     |
| 10   | Supraślanka Supraśl      | 20 | 4  | 4 | 12 | 30-49  | 12     |
| 11   | Tur Turośń Kościelna (b) | 20 | 5  | 2 | 13 | 42-65  | 12     |
| 12   | LZS POM Smolniki (b)     |    |    |   |    |        |        |

- LZS POM Smolniki wycofał się po I rundzie, wszystkie wyniki anulowano.

## Klasa B - VI poziom rozgrywkowy
Grupa I
| Poz. | Drużyna                        | M  | Z | R | P | Bramki | Punkty |
| ---- | ------------------------------ | -- | - | - | - | ------ | ------ |
| 1    | Włókniarz II Białystok (s)     | 16 |   |   |   | 73-25  | 24     |
| 2    | Gwardia II Białystok (b)       | 16 |   |   |   | 67-23  | 24     |
| 3    | LKS Starosielce Białystok      | 16 |   |   |   | 53-42  | 16     |
| 4    | Motor Dojlidy (b)              | 16 |   |   |   | 36-69  | 16     |
| 5    | Skra II Czarna Białostocka (b) | 16 |   |   |   | 33-42  | 15     |
| 6    | LZS Krynki (b)                 | 16 |   |   |   | 39-49  | 14     |
| 7    | Łoś Wasilków                   | 16 |   |   |   | 34-51  | 13     |
| 6    | LZS Waliły                     | 16 |   |   |   | 27-60  | 10     |
| 7    | LZS Kuźnica Białostocka        | 16 |   |   |   | 30-47  | 9      |

Grupa II
| Poz. | Drużyna                  | M  | Z | R | P | Bramki | Punkty |
| ---- | ------------------------ | -- | - | - | - | ------ | ------ |
| 1    | Husar II Nurzec (s)      | 14 |   |   |   | 68-8   | 25     |
| 2    | Ruch Wysokie Mazowieckie | 14 |   |   |   | 61-18  | 23     |
| 3    | Orzeł Kleszczele         | 14 |   |   |   | 49-32  | 15     |
| 4    | Żubr Drohiczyn           | 14 |   |   |   | 32-32  | 15     |
| 5    | LZS Czyżew               | 14 |   |   |   | 22-30  | 11     |
| 6    | LZS Narewka              | 14 |   |   |   | 21-49  | 9      |
| 7    | LZS Szepietowo (b)       | 14 |   |   |   | 22-61  | 8      |
| 8    | LZS Brańsk               | 14 |   |   |   | 12-59  | 4      |

- Husar II zrezygnował z awansu do klasy A, jego miejsce zajęła drużyna Ruchu Wysokie Mazowieckie.
- Zmiana nazwy z LZS na Ruch Wysokie Mazowieckie.

Grupa III
| Poz. | Drużyna              | M  | Z | R | P | Bramki | Punkty |
| ---- | -------------------- | -- | - | - | - | ------ | ------ |
| 1    | Pomorzanka Sejny     | 14 |   |   |   | 54-17  | 21     |
| 2    | Mazur II Ełk (s)     | 14 |   |   |   | 38-20  | 20     |
| 3    | Strzała Nowa Wieś    | 14 |   |   |   | 35-45  | 14     |
| 4    | Wigry II Suwałki     | 14 |   |   |   | 30-25  | 13     |
| 5    | Pomorzan Prostki (b) | 14 |   |   |   | 26-36  | 11     |
| 6    | ŁKS Start II Łomża   | 14 |   |   |   | 35-49  | 11     |
| 7    | Czarni Wąsosz        | 14 |   |   |   | 38-47  | 9      |
| 8    | Znicz Radziłów       | 14 |   |   |   | 24-51  | 9      |

- Zmiana nazw klubów:

> LKS na Pomorzanka Sejny

> LZS na Strzała Nowa Wieś

> LZS na Czarni Wąsosz

> LZS na Znicz Radziłów
- Po sezonie wycofały się rezerwy ŁKS-u oraz Pomorzan Prostki.

## Puchar Polski - rozgrywki okręgowe
- Zmiana sposobu rozgrywek z całorocznych jak w poprzednich latach np.(1967) do systemu jesień-wiosna (1967/1968).
- Mazur Ełk : Husar Nurzec 1:1 - mecz przerwany w 13 min dogrywki z powodu zapadającej ciemności. Mecz został powtórzony.
- 14.07.1968r. Białystok - Mazur Ełk : Husar Nurzec 1:1 (6:5) karne